# Ames (Galicien)
Ames ist eine spanische Gemeinde in der Autonomen Gemeinschaft Galicien. Ames ist auch eine Stadt, eine Parroquia und der Verwaltungssitz der gleichnamigen Gemeinde. Die 32.812 Einwohner (Stand: 2024), leben auf einer Fläche von 80,10 km², 71 km von der Provinzhauptstadt A Coruña entfernt.

## Bevölkerungsentwicklung der Gemeinde
Legende: Amés___Ames

## Gemeindegliederung
Die Gemeinde Ames ist in elf Parroquias gegliedert:
| Parroquias | Patrozinium  | Einwohner 2024 | Fläche km² | Dichte Einw./km² | Höhe msnm | Ortskennzahl |
| ---------- | ------------ | -------------- | ---------- | ---------------- | --------- | ------------ |
| Agrón      | San Lourenzo | 343            | 7,36       | 47               | 220       | 15002010000  |
| Ameixenda  | Santa María  | 328            | 9,66       | 34               | 348       | 15002020000  |
| Ames       | San Tomé     | 1.530          | 14,76      | 104              | 161       | 15002030000  |
| Biduído    | Santa María  | 15.172         | 6,72       | 2.258            | 161       | 15002040000  |
| Bugallido  | San Pedro    | 1.587          | 7,24       | 219              | 118       | 15002050000  |
| Covas      | Santo Estevo | 1.048          | 5,84       | 179              | 55        | 15002060000  |
| Lens       | San Paio     | 84             | 2,73       | 31               | 183       | 15002070000  |
| Ortoño     | San Xoán     | 11.714         | 9,19       | 1.275            | 60        | 15002080000  |
| Piñeiro    | San Mamede   | 232            | 6,06       | 38               | 184       | 15002090000  |
| Tapia      | San Cristovo | 106            | 4,89       | 22               | 212       | 15002100000  |
| Trasmonte  | Santa María  | 338            | 5,62       | 60               | 214       | 15002110000  |

## Wirtschaft
| Ackerbau, Viehzucht und Fischerei                                                  | 0141   | 00,92  |
| Industrie                                                                          | 01.368 | 08,89  |
| Bauwirtschaft                                                                      | 0933   | 06,06  |
| Dienstleistungsbetriebe                                                            | 12.943 | 084,12 |
| Total                                                                              | 15.385 | 100,00 |
| * Daten aus dem Statistischen Amt für Wirtschaftliche Entwicklung in Galicien, IGE |        |        |